# Leo Keesing
Leopold Theodoor (Leo) Keesing (Amsterdam, 24 augustus 1912 – Castricum, 24 maart 1997) was directeur van het door z'n vader Isaäc Keesing opgerichte Systemen Keesing N.V. dat vooral bekend is van het Keesings Historisch Archief.
Na het behalen van het diploma gymnasium-alpha aan het Barlaeus ging hij naar Londen om aan de Business School for Economics te studeren. Na zijn terugkomst werd hij door zijn vader benoemd tot directeur van de Systemen Keesing N.V. Hij zou daar werken tot 1986.
Tijdens de Tweede Wereldoorlog wist Leo Keesing samen met zijn ouders, vrouw en zuster in januari 1942 uit Nederland te vluchten. Via Spanje, Portugal en Cuba (alwaar de familie werd geïnterneerd in Tiscornia) kwam hij in januari 1943 in Miami aan. Hij diende in het Nederlandse leger in Guelph (Canada) en werkte in New York voor de Koninklijke Nederlandse Stoomboot-Maatschappij. In 1946 keerde hij terug naar Nederland.
Leo Keesing was tweemaal gehuwd en had vijf kinderen. In 1997 overleed hij op 84-jarige leeftijd in zijn woonplaats Castricum. Hij is begraven op de Joodse begraafplaats in Alkmaar. Zijn zus Elisabeth Keesing werd bekend als schrijfster.